# Comuna Ploscuțeni, Vrancea
Ploscuțeni (maghiară Ploszkucény) este o comună în județul Vrancea, Moldova, România, formată din satele Argea și Ploscuțeni (reședința).

## Toponimie
Constantin C. Giurescu bănuiește că toponimul Ploscuțeni provine de la numele principelui sau viceregelui brodnic Ploskinia, stabilit în zonă după bătălia de pe râul Kalka (1239), unde rușii au fost învinși de tătari (mongoli) în drumul lor spre vest. Pe de altă parte, Nicolae Iorga făcea aserțiunea că numele ar proveni de la un român, Ploscuță, care ar fi întemeiat satul.

## Geografie
Comuna Ploscuțeni este situată în nord-estul județului Vrancea, la limita cu județul Galați, pe malul stâng al Siretului. Este traversată de șoseaua județeană DJ252, care o leagă spre nord de Homocea (unde se intersectează cu DN11A) apoi mai departe în județul Bacău de Huruiești, Găiceana, Pâncești, Parincea, Ungureni și Buhoci (unde se termină în DN2F); și spre sud în județul Galați de Buciumeni, Nicorești, Cosmești (unde se intersectează cu DN24), Movileni și Barcea (unde se termină în DN25).
Spre nord, comuna se învecinează cu comuna Homocea, ambele fiind mărginite la est și vest, de o pădure longitudinală și râul Siret. Spre est, localitatea de reședință este mărginită de o pădure deluroasă liniară (cota 327 m), care separă comuna de comunele județului vecin Galați (odinioară, până în 1950, județul Tecuci). Pădurea este alcătuită din tei, plop, salcâm, pin, molid, stejar și fag, precum și alte esențe lemnoase (ulmi, mesteceni, cireși, iova etc.). Spre vest, la distanțe variate (800-2000 m.), datorită cursului său neregulat, comuna este limitată de râul Siret, într-o zonă în cursul este meandrat, separând așezarea de orașul Adjud, din preajmă, spre care se face traversarea prin vad ori cu barca dirijată pe hodgon. În sud-estul localității Argea, pe șoseaua ce șerpuiește drumul asfaltat (din octombrie 2008) se află o mănăstire ortodoxă de maici, creată în secolul al XVIII-lea (1748), iar puțin mai la deal, pe partea dreaptă a drumului în urcare, se află o bisericuță (Oancea), cu un cimitir, construită în perioada interbelică.

## Demografie
Componența etnică a comunei Ploscuțeni
     Români (92,18%)
     Alte etnii (0,07%)
     Necunoscută (7,75%)
Componența confesională a comunei Ploscuțeni
     Romano-catolici (66,73%)
     Ortodocși (24,93%)
     Alte religii (0,52%)
     Necunoscută (7,82%)
Conform recensământului efectuat în 2021, populația comunei Ploscuțeni se ridică la 2.672 de locuitori, în scădere față de recensământul anterior din 2011, când fuseseră înregistrați 3.114 locuitori. Majoritatea locuitorilor sunt români (92,18%), iar pentru 7,75% nu se cunoaște apartenența etnică. Din punct de vedere confesional, majoritatea locuitorilor sunt romano-catolici (66,73%), cu o minoritate de ortodocși (24,93%), iar pentru 7,82% nu se cunoaște apartenența confesională.

## Politică și administrație
Comuna Ploscuțeni este administrată de un primar și un consiliu local compus din 13 consilieri. Primarul, Ștefan Solomon[*], de la Partidul Social Democrat, este în funcție din 2004. Începând cu alegerile locale din 2024, consiliul local are următoarea componență pe partide politice:
|  | Partid                    | Consilieri | Componența Consiliului | Componența Consiliului | Componența Consiliului | Componența Consiliului | Componența Consiliului | Componența Consiliului | Componența Consiliului |
|  | ------------------------- | ---------- | ---------------------- | ---------------------- | ---------------------- | ---------------------- | ---------------------- | ---------------------- | ---------------------- |
|  | Partidul Social Democrat  | 7          |                        |                        |                        |                        |                        |                        |                        |
|  | Partidul Național Liberal | 4          |                        |                        |                        |                        |                        |                        |                        |
|  | Uniunea Salvați România   | 2          |                        |                        |                        |                        |                        |                        |                        |

## Istorie
Primele dovezi istorice referitoare la zona comunei sunt din anii 340 - 353 d. Hr. (după Ammianus Marcellinus, istoric roman din sec. IV; autorul operei Istoria romana, se pare că ar fi vorba de anul 376) datorită prezenței vizigoților (goții din vest; popor germanic păgân) conduși de regele lor Athanaric (în limba română întuneric). Acesta a dezlănțuit o persecuție împotriva confraților săi vizigoți, care îmbrățișaseră religia creștină; a poruncit să se construiască un șanț de apărare, cunoscut ca valul lui Athanaric.
Primele mențiuni cartografice se regăsesc pe hărțile armatei habsburgice și țariste din 1810, unde se menționează prezența unei biserici din lemn, înlocuită mai apoi - datorită înmulțirii populației locale - cu o alta mult mai mare către anii 1865 - 1870, tot din lemn pe locul actualei biserici, având în preajma ei și un cimitir. Câțiva ani mai apoi s-a construit o alta, la baza cimitirului vechi, actual, pe dreapta, lângă „fântâna de la cimitir”, pentru a sluji în preajma noului cimitir, ale cărei cruci, cele mai vechi întâlnite fiind, aici, din perioada 1885 - 1898.
În 1820, Alex Balș a adus aici familii de maghiari catolici din zona Văleni, Bacău. La sfârșitul secolului al XIX-lea, comuna făcea parte din plasa Berheci a județului Tecuci și avea în compunere doar satul de reședință, cu 900 de locuitori. În comună funcționau o biserică catolică și o școală cu 33 de elevi. Satul Argea făcea pe atunci parte din comuna Buciumeni, fiind un sat de romi eliberați de pe moșia lui Costache Conachi, romi care încă mai plăteau la acea vreme besmanul (taxa pentru utilizarea terenului). Populația satului Argea era de doar 60 de locuitori ce trăiau în 15 case și 5 bordeie.
În 1924, localitatea Ploscuțeni se afla în fruntea comunităților catolice în ce privește natalitatea, potrivit schematismelor (recensămintelor) din Episcopia catolică de Iași. S-a aflat pentru multă vreme în administrația parohiei din Focșani. Anuarul Socec din 1925 consemnează dispariția comunei, satul Ploscuțeni fiind inclus în comuna Homocea.
Comuna a fost reînființată după al Doilea Război Mondial și după 1950 a fost transferată raionului Răchitoasa din regiunea Bârlad. În 1952 a fost rearondată raionului Adjud din aceeași regiune și apoi (după 1956) din regiunea Bacău. În 1968, comuna a trecut la județul Vrancea, dar a fost desființată imediat și inclusă din nou în comuna Homocea. În 2003, comuna a fost reînființată, în structura actuală.

## Monumente istorice
Două obiective din comuna Ploscuțeni sunt incluse în lista monumentelor istorice din județul Vrancea ca monumente de interes local. Biserica „Sfinții Apostoli Petru și Pavel” a mănăstirii Sihastru aflată în coasta dealului Nicorești, datează din anii 1881 - 1891 și este clasificată ca monument de arhitectură. Tot în incinta mănăstirii Sihastru se află bustul N. Ifrim (realizat în 1920), bust ce este clasificat ca monument funerar sau memorial.